# Саджикор Саут-Іст Лімітед
Футбольний клуб «Саджикор Саут-Іст Лімітед» (англ. Sagicor South East United), частіше вживається коротша назва Саут-Іст (англ. South East Football Club) — професійний домінікський футбольний клуб із селища Ля-Плен. Клуб заснований у 2002 році, та грає в Прем'єр-лізі Доміники, найвищому футбольному дивізіоні країни. «Саджикор Саут-Іст Лімітед» проводить домашні матчі на стадіоні «Віндзор Парк» у столиці країни Розо. Клуб є триразовим чемпіоном Домініки та дворазовим володарем Кубка Домініки.

## Титули і досягнення
- Чемпіон Домініки (3): 2007, 2019, 2020
- Володар Кубка Домініки (2): 2002, 2005